# Marcelo Wendt
Marcelo Wendt (Curitiba, 24 de novembro de 1974), mais conhecido como Kiko, é um paraquedista e atleta de Base Jumping brasileiro.

## Carreira
Marcelo, teve contato com diversos esportes radicais, quando era adolescente foi atleta profissional de skate, porem sua busca por adrenalina o fez largar do skate para tentar algo mais ousado. Nessa busca por adrenalina, Kiko teve contato com esportes de corrida automobilística, participou de algumas competições de kart também, até que encontrou o paraquedismo em 1997. No mesmo ano, devido a sua rápida evolução Kiko conseguiu virar atleta profissional no esporte, onde se destacou por sua ousadia e manobras radicais no ar.
Em 1999 Kiko virou instrutor de paraquedismo, e passou alguns anos trabalhando como instrutor no esporte, por volta de 2010 após aproximadamente 6 mil saltos de paraquedas, Kiko teve seu primeiro contato com o Base Jumping e foi onde resgatou a adrenalina perdida depois de 15 anos de paraquedismo.
A versão mais radical e perigosa do paraquedismo o Base Jumping, passou a ser o principal esporte de Kiko e foi a porta de entrada para sua expansão profissional, o que lhe proporcionou viagens e participações em competições mundiais para representar o Brasil.

## Competições
World Cup Pro Base 2011
- Grécia - 1º Fase
- Espanha - 2º Fase
- Itália - 3º Fase
- Turquia - 4º Fase

O brasileiro Marcelo Wendt é o 5º no Rank Mundial de Basejump PRO Beach 2011.

## Matérias
1. Globo Esporte - Mundial de Basejump na Turquia[2]
2. Globo Esporte - RPC Curitiba[3]
3. Matéria Jornal Gazeta do Povo - Curitiba[4]
4. Matéria Gazeta do Povo - Curitiba[5]